# Берта (город, Миннесота)
Бе́рта (англ. Bertha) — город в округе Тодд, штат Миннесота, США. На площади 2,7 км² (2,7 км² — суша, водоёмов нет), согласно переписи 2002 года, проживают 470 человек. Плотность населения составляет 176,9 чел./км².
- Телефонный код города — 218
- Почтовый индекс — 56437
- FIPS-код города — 27-05482[1]
- GNIS-идентификатор — 0639980[2]